# Alvstjärna
Alvstjärna (Elven Star) är den andra delen av sju i  Dödens portserien. Bokserien är skriven av Margaret Weis och Tracy Hickman.
Originalet gavs ut 1990 och den svenska översättningen 1997.

## Handling
I denna andra bok i serien beger sig Patryniern Haplo, i fortsatt jakt på sin svurna fiende Sartan, till Pryan, Eldens rike.
Hela Pryan är en enda stor skog och här lever alver, dvärjar och människor under relativt fredliga, om dock inte vänliga, former.
Ryktet sprids om en stor olycka som drar fram över landet, tytanerna. Jättelika varelser som hämtade direkt ur ens värsta mardrömmar.
Mitt i allt detta kaos dyker en mycket märklig gammal man upp.